# Leif Hoste
Pour les articles homonymes, voir Hoste.

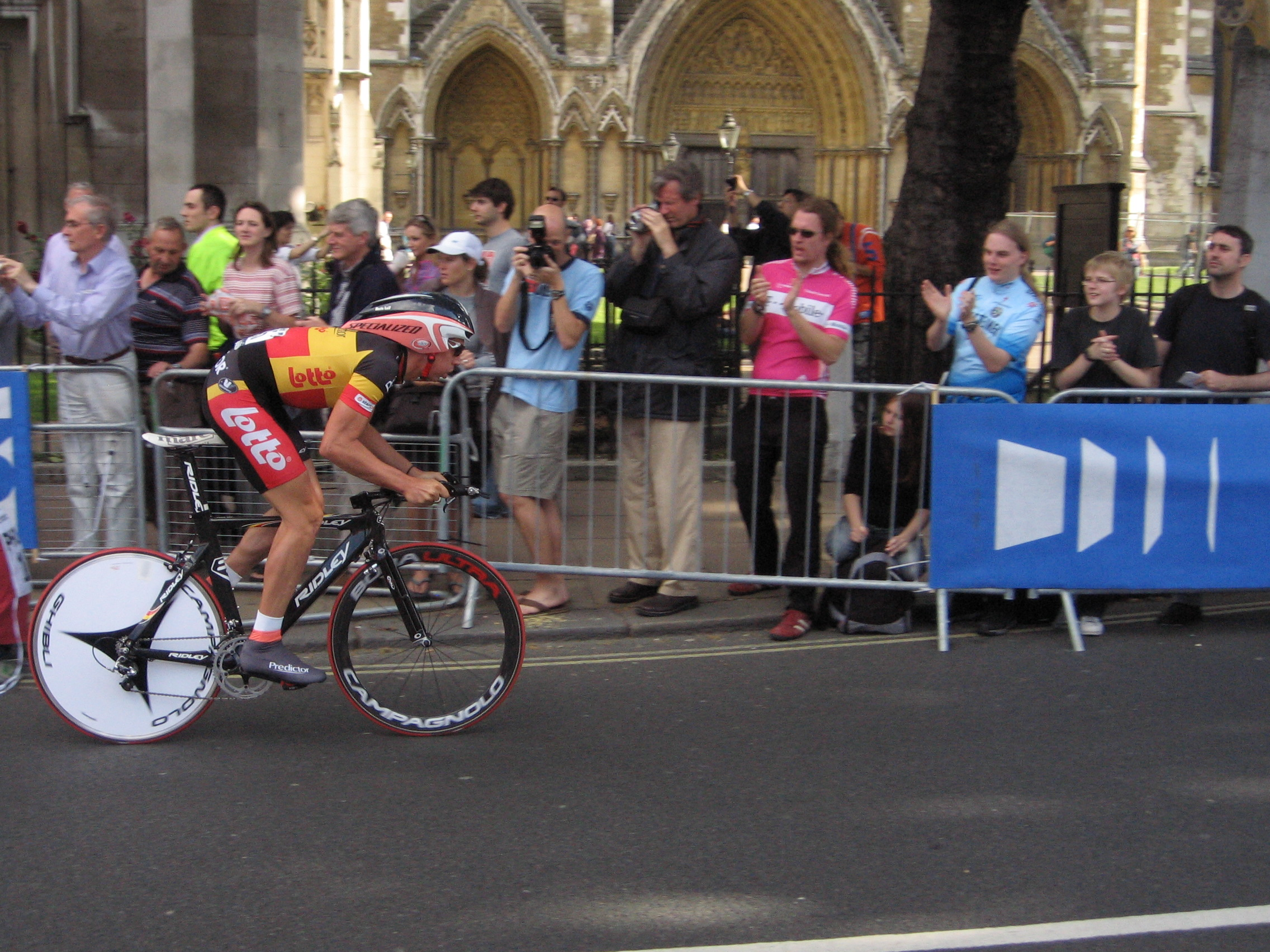
Leif Hoste au prologue du Tour de France 2007, avec son maillot de champion de Belgique du contre-la-montre.

Leif Hoste, né le 17 juillet 1977 à Courtrai, est un coureur cycliste belge. Professionnel de 1998 à 2012, il a notamment été trois fois champion de Belgique du contre-la-montre, en 2001, 2006 et 2007 et a terminé trois fois deuxième du Tour des Flandres.

## Biographie
En 1995, Leif Hoste est vainqueur du championnat de Belgique du contre-la-montre juniors, de Liège-La Gleize et reçoit le Vélo de cristal de meilleur jeune cycliste belge de l'année.
Leif Hoste signe un premier contrat dans une équipe professionnelle en septembre 1997 en tant que stagiaire dans l'équipe italienne Mapei-GB. Il passe ensuite professionnel en 1998 dans l'équipe belge Vlaanderen 2002-Eddy Merckx. 
Au début de la saison 1999, il signe dans l'équipe avec laquelle il avait signé un contrat de stagiaire, la Mapei-Quick Step.
La saison 2000 le voit gagner sa première course professionnelle avec la 3e étape du Tour de la Région wallonne.
En 2001, il change d'équipe et accompagne son leader sur les classiques du Nord, le Belge Johan Museeuw, dans l'équipe Domo-Farm Frites-Latexco. Il gagne son premier championnat de Belgique contre-la-montre.
À la fin de la saison 2002, Domo-Farm Frites cessant son parrainage, il signe dans l'équipe Lotto-Domo pour la saison 2003.
En 2004, il monte pour la première fois sur le podium du Tour des Flandres, finissant second, battu au sprint par le Suisse Steffen Wesemann.
Il signe en 2005 dans l'équipe américaine Discovery Channel. Son principal fait d'armes de la saison est une troisième place sur l'Eneco Tour.
2006 le voit à nouveau finir second du Tour des Flandres, cette fois-ci derrière Tom Boonen au sprint une nouvelle fois. Il gagne son second championnat de Belgique contre-la-montre.
En 2007, il revient dans une équipe belge en signant dans l'équipe Predictor-Lotto. Il finit une troisième fois deuxième du Tour des Flandres, au sprint une nouvelle fois mais derrière l'Italien Alessandro Ballan. Fin juin il conserve son titre de champion de Belgique contre-la-montre et participe le mois suivant pour la première fois au Tour de France, qu'il termine 110e.
En 2011, il est recruté par l'équipe russe Katusha, qui entend en faire son leader pour les classiques du nord, avec Filippo Pozzato,. Hoste se classe douzième de Kuurne-Bruxelles-Kuurne en février et septième d'À travers les Flandres en mars. Entretemps, il abandonne lors de Paris-Nice à cause de douleurs au dos. Fin mars, il chute lors des Trois Jours de La Panne et s'en relève avec un dent cassé et une arcade ouverte. Dans les deux semaines qui suivent, il participe tout de même au Tour des Flandres (56e) et à Paris-Roubaix (abandon). Ce sont les dernières courses auxquelles il prend part en 2011. Souffrant de maux de têtes dus à sa chute, il est incapable de s'entraîner durant plusieurs mois. Bien que Leif Hoste soit lié avec Katusha pour l'année 2012, le nouveau manager de l'équipe, Hans-Michael Holczer, ne souhaite pas le conserver. Hoste rejoint alors l'équipe continentale professionnelle Accent Jobs-Willems Veranda's,. Visant toujours les classiques, il obtient son meilleur classement au Circuit Het Nieuwsblad (17e). Il se classe 37e du Tour des Flandres, mais ne dispute par Paris-Roubaix, l'équipe Accent Jobs n'y ayant pas été invitée. Souffrant à nouveau du dos, Hoste ne court plus en compétition à partir du mois de juin et n'est pas conservé par Accent Jobs en fin d'année. Il décide d'arrêter sa carrière en fin d'année.
En janvier 2013, l'Union cycliste internationale demande à la Royale ligue vélocipédique belge « d'engager une procédure disciplinaire à l’encontre de Leif Hoste pour violation apparente des règles antidopage, sur la base des informations apportées par le profil sanguin inclus dans son passeport biologique ». Hoste est suspendu jusqu'au 29 décembre 2015 et perd ses résultats obtenus entre le 1er juillet 2008 et le 31 décembre 2010.

## Palmarès et classements mondiaux

### Palmarès amateur
| - 1994 - 2e du Keizer der Juniores - 1995 - Champion de Belgique du contre-la-montre juniors - Liège-La Gleize | - 1997 - Circuit Het Volk espoirs |  |

### Palmarès professionnel
| - 1998 - 3e étape du Circuito Montañés - 1re étape du Tour de l'Avenir - 2000 - 3e étape du Tour de la Région wallonne - Grand Prix de Hannut - 3e du championnat de Belgique du contre-la-montre - 2001 - Champion de Belgique du contre-la-montre - 6e du championnat du monde du contre-la-montre - 2003 - 2e de Kuurne-Bruxelles-Kuurne - 2e du championnat de Belgique contre-la-montre - 3e du Grand Prix Eddy Merckx - 2004 - 2e du Tour des Flandres - 2e du Tour de l'Ain - 3e du championnat de Belgique du contre-la-montre - 2005 - 3e de l'Eneco Tour - 2006 - Champion de Belgique du contre-la-montre - Trois Jours de La Panne : - Classement général - 1re et 4e (contre-la-montre) étapes - 2e du Tour des Flandres - 2e de Kuurne-Bruxelles-Kuurne - 7e du championnat du monde du contre-la-montre | - 2007 - Champion de Belgique du contre-la-montre - 2e du Tour des Flandres - 3e du Tour de Belgique - 4e de l'Eneco Tour - 2008 - 2e du championnat de Belgique du contre-la-montre - 6e de Paris-Roubaix - 2009 - 4e de Paris-Roubaix - 2010 - 3e du championnat de Belgique contre-la-montre - 8e de Paris-Roubaix |  |

### Résultats sur les grands tours

#### Tour de France
2 participations
- 2007 : 110e
- 2008 : 124e

#### Tour d'Espagne
3 participations
- 2002 : abandon (16e étape)
- 2005 : abandon (10e étape)
- 2010 : 118e

### Classements mondiaux
| Année                  | 2005 | 2006 | 2007 | 2008 | 2009 | 2010 |
| ---------------------- | ---- | ---- | ---- | ---- | ---- | ---- |
| Classement ProTour     | 65e  | 56e  | 30e  | nc   |      |      |
| Calendrier mondial UCI |      |      |      |      | 77e  | 124e |

## Distinctions
- Vélo de cristal du meilleur jeune belge en 1995